# Кабу да Рока (нос)
Кабу да Рока (на португалски: Cabo da Roca) е нос в Атлантическия океан и най-западната точка на континента Европа. Намира се на Пиренейския полуостров, на територията на Португалия. Географски координати - 38,47 градуса северна ширина и 9,30 западна дължина. Тук наистина свършва континентална Европа.
Намира се на около 40 км западно от Лисабон. Най-близките градове са Синтра и Кашкайш. Заради местоположението си е задължителна точка от повечето туристически маршрути в Португалия. Предлага интересна разходка над бушуващите вълни на Атлантическия океан, придружена винаги от силен вятър.
Нос Кабо да Рока и представлява скала, издигаща се на 140 м над океана. На възвишението се намира морски фар, издигнат през 1772 г. - първият в страната. Висок е 150 м, а мощният му лъч може да се види от 45 км в морето. Има също пощенска станция, ресторант и магазин за сувенири.